# Березинский, Вадим Львович
Вадим Львович Березинский (15 июля 1935, Киев — 23 июня 1980, Москва) — советский физик-теоретик.

## Биография
Вадим Львович Березинский родился в 15 июля 1935 года в Киеве.
Окончил в 1959 году физический факультет МГУ, в 1963 году — аспирантуру МИФИ. С 1963 года — в Московском текстильном институте. С 1968 года работал в НИИТеплоприбор.
В 1971 году в Институте теоретической физики им. Л. Д. Ландау АН СССР защитил кандидатскую диссертацию на тему «Низкотемпературные свойства двумерных систем с непрерывной группой симметрии».
С 1977 года — в Институте теоретической физики им. Л. Д. Ландау АН СССР.

## Научный вклад
Работы в области гидродинамики, физики твёрдого тела, физики элементарных частиц и гравитации.
Наиболее важные работы по теории фазовых переходов в двумерных системах и теории локализации в неупорядоченных одномерных проводниках.
Предсказал ряд необычных физических свойств двумерных систем. Впервые показал, что тонкая (порядка нескольких ангстремов) плёнка жидкого гелия при низких температурах обладает свойством сверхтекучести. Объяснил общую природу «поперечной жёсткости», и ввёл этот термин. Показал, что в системах, обладающих поперечной жёсткостью, корреляции медленно (степенным образом) спадают с температурой, что и определяет фундаментальные свойства новой низкотемпературной фазы — фазы Березинского.
Впервые обнаружил важную роль топологических дефектов в этой фазе: вихрей в плёнке сверхтекучего гелия-4, дислокаций в двумерном кристалле, вихревых конфигураций в магнетиках. Выполнил количественный расчёт диссоциации дефектных молекул. Эксперимент на плёнке гелия-4 блестяще подтвердил предсказания теории.
Высказал важные идеи о топологических дефектах, получившие ряд интереснейших приложений как в физике конденсированного состояния, так и в физике элементарных частиц.
Развил необычно сложный математический аппарат, с помощью которого строго доказал, что коррелятор волновых функций в разных точках пространства экспоненциально спадает с расстоянием, и получил асимптотические формулы для частотной зависимости проводимости. Строго доказал, что статическая проводимость тождественно обращается в нуль для дефектов. Таким образом, остаточное сопротивление одномерного проводника равно бесконечности, а температурная зависимость проводимости имеет полупроводниковый характер.

## Научные публикации
1. Березинский В. Л. Квантовая механика бесконечных систем и уравнения макроскопической эволюции // ЖЭТФ, 53(1), с. 203—221 (1967).
2. Березинский В. Л. Разрушение дальнего порядка в одномерных и двумерных системах с непрерывной группой симметрии. I. Классические системы // ЖЭТФ, 59 (3), с. 907—920 (1970).
3. Березинский В. Л. Разрушение дальнего порядка в одномерных и двумерных системах с непрерывной группой симметрии. II. Квантовые системы // ЖЭТФ, 61 (3), с. 1144—1156 (1971).
4. Березинский В. Л. Кинетика квантовой частицы в одномерном случайном потенциале // ЖЭТФ, 65 (3), с. 1251—1266 (1973).
5. Березинский В. Л., Бланк А. Я, Термодинамика слоистых изотропных магнетиков в низкотемпературной области // ЖЭТФ, 64 (2), с. 725—740 (1973).
6. Березинский В. Л. Новая модель анизотропной фазы сверхтекучего He3 // Письма в ЖЭТФ, 20 (9), с. 628—631 (1974).
7. Бланк А. Я., Березинский В. Л. О законе дисперсии поверхностных плазмонов // ЖЭТФ, 75 (6), с. 2317—2329 (1978).
8. Березинский В. Л., Горьков Л. П., К теории электронов, локализованных в поле дефектов // ЖЭТФ, 77 (6), с. 2498—2517 (1979).
9. Березинский В. Л., Горьков Л. П. Термодинамика взаимодействующих электронов в неупорядоченных одномерных проводниках // ЖЭТФ, 78 (2), с. 813—830 (1980).
10. V. L. Berezinskii, L. P. Gor’kov, O. N. Dorokhov, The plateau regime of the AC conductivity in the disordered 1d conductors, Solid State Communs., 37 (1), 61-64 (1981).
11. Березинский В. Л. Низкотемпературные свойства двумерных систем с непрерывной группой симметрии / Пред. А. М. Полякова и В. Л. Покровского. — М.: Физматлит, 2007. — 232 с. — ISBN 978-5-9221-0807-2.